# Panzerzug Górnik
Der Panzerzug Górnik (deutsch: Bergmann) war ein improvisierter polnischer Panzerzug während des dritten schlesischen Aufstandes von 1921.

## Geschichte
Als am 2. Mai 1921 der dritte schlesische Aufstand begann, setzten die Aufständischen eine größere Anzahl an Panzerzügen ein, darunter auch den Panzerzug Górnik. Dieser wurde Mitte Mai in Szopienice zusammengestellt und in Dienst genommen. Ab dem 1. Juni 1921 erhielt er die Nummer 8 und wurde Teil der 4. Panzerzugdivision mit der Bezeichnung Pociąg pancerny 7 „Górnik“ (kurz: P.P., deutsch: Panzerzug).

## Technische Daten

### Lokomotiven
Die erste und nur kurz im Einsatz befindliche Dampflokomotive des Panzerzug Górnik war eine Preußische G 5.1. Sie fuhr in Preußen unter der Seriennummer 4160 und besaß nur einen gepanzerten Führerstand, während der Rest der Dampflokomotive ungepanzert blieb. Nachdem bessere Fahrzeuge aus Polen eintraf, wurde die Dampflokomotive durch eine Preußische G 5.4 ausgetauscht. Diese Dampflokomotive wurde 1906 bei der Maschinenbauanstalt Humboldt mit der Werksnummer Humboldt 336/1906 hergestellt. Bei den Preußische Staatseisenbahnen fuhr diese Dampflokomotive mit der Seriennummer Frankfurt 4185. Nach dem Ersten Weltkrieg wurde sie an Polen abgeben und erhielt die Seriennummern Ti4-80.

Eine preußische 5.1
Eine preußische 5.4

### Artilleriewagen
Der Panzerzug Górnik verfügte über einen Artilleriewagen deutscher Bauart aus Essen. Dieser zweiachsige Artilleriewagen hatte die Seriennummer 315372 und war mit einer 7,5-cm-Kanone ausgestattet. Die Panzerung bestand aus Beton außen und Sandsäcken im Inneren.

### Maschinengewehrwagen
Zur weiteren Kampfwertsteigerung erhielt der Panzerzug zwei Maschinengewehrwagen. Diese waren zweiachsige, gedeckte Güterwagen aus Holz. Der Wagen mit der Seriennummer Gg 31910 wurde im Dezember 1919 in Nowy Sącz umgebaut und mit einer Panzerung aus Beton versehen. Der zweite Wagen, mit der Seriennummer Gg 141112 wurde im Mai 1919 in Lemberg umgebaut und mit Beton und Blech gepanzert. Vor der Verwendung im Panzerzug Górnik wurde dieser Wagen im Panzerzug Odsiecz I genutzt.

### Sturmwagen
Weiterhin verfügte der Panzerzug Górnik über einen kleinen Sturmwagen. Dieser war für den Transport des Infanterie-Sturmzuges vorgesehen. Der Sturmzug wurde in diesem Panzerzug mit einem Granatwerfer, fünf schweren russischen Maschinengewehren und 27 Gewehren ausgerüstet. Der Sturmwagen hatte die Seriennummer Ommku 84560.

### Abstoßwagen
An beiden Enden des Zuges befanden sich jeweils ein zweiachsiger Flachwagen, welche als Abstoßwagen genutzt wurden. Diese wurden mit je vier Maschinengewehre ausgerüstet und mit Sandsäcken leicht geschützt.

## Einsatz
Nach der Aufstellung des Zuges im Mai 1921 bestand der Panzerzug Górnik lediglich aus der Dampflokomotive und zwei Abstoßwagen. Am 8. Mai wurde der Panzerzug nach Strzelce geschickt, um dort an Kampfhandlungen teilzunehmen. Doch kurz nach dem Eintreffen und im ersten Gefecht musste er sich zurückziehen. Kurze Zeit später trafen zur Unterstützung besser gepanzerte Wagen aus Polen und ein und wurden in den Panzerzug integriert. Neu ausgerüstet operierte der Panzerzug Ende Mai 1921 auf der Bahnstrecke rund um Fosowskie. Am 30. und 31. Mai 1921 nahm der Panzerzug an den Kämpfen rund um Fosowskie teil und unterstützte die Kampfgruppe Bodgan bei der Verteidigung des Gebietes. Das weitere Schicksal nach den Kämpfen ist unbekannt.

## Zugpersonal
Die Besatzung des Zuges bestand aus freiwilligen des Panzerzug Mściciel, welcher zu dieser Zeit in Noworadomsku stationiert war. Diese bezeichneten den Panzerzug deshalb kurzzeitig als Panzerzug Mściciel II
- Leutnant Jan Mlochowski
- Leutnant Józef Groniowski
- Leutnant Stanislaw Portika
- Leutnant Izydor Olszaṅski
- Leutnant Czarny-Nowotny